# Nikaré
A Nikaré (n-k3-rˁ, „Ré lelkéhez tartozó”) nevet többen is viselték az ókori Egyiptomban:
- I. Nikaré, a VIII. dinasztia egyik uralkodója
- II. Nikaré, a XVI. dinasztia egyik uralkodója
- Nikaré, hivatalnok az V. dinasztia idején